# Sandra Gal

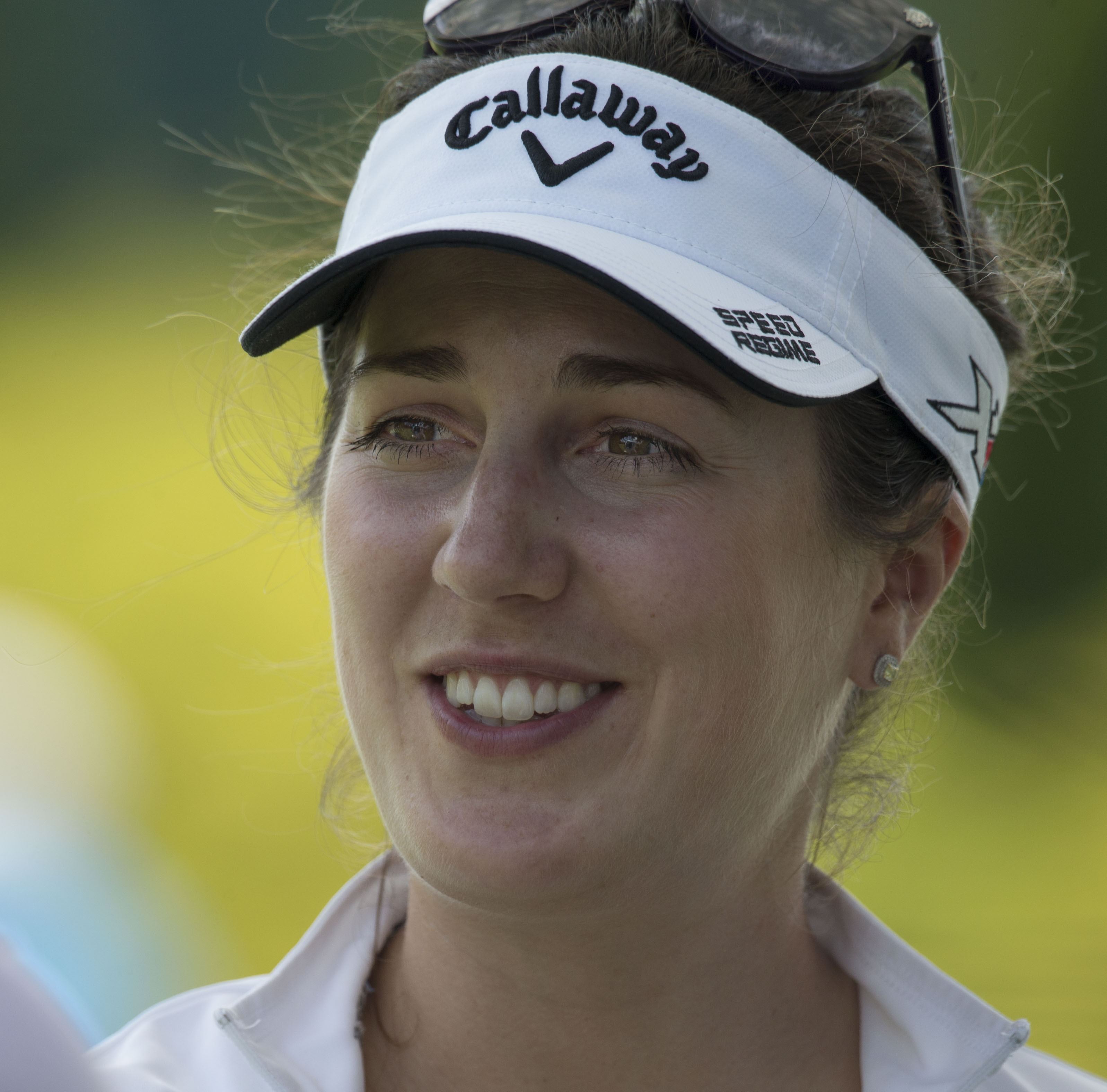
Sandra Gal, 2015

Sandra Gal (* 9. května 1985 Düsseldorf) je německá profesionální golfistka, členka LPGA a LET.

## Amatérský golf
Sandra Gal začala hrát golf ve věku pěti let, pravidelně trénovat začala ve 14 letech. Střední školu studovala v Německu a ve svých 17 letech se stala členkou Německého národního týmu. Střední školu ukončila v roce 2004. V dalším studiu se rozhodla pokračovat na University of Florida, kde v roce 2008 získala titul v oboru reklamy.

## Profesionální golf
Profesionální hráčkou se stala v roce 2008.
Svůj první titul na LPGA získala v roce 2011 na turnaji Kia Classic.
V roce 2011 byla členkou vítězného Evropského týmu pro Solheim Cup, v roce 2015 se rovněž účastnila Solheim Cupu jako členka Evropského týmu.
Účastnila se Olympijských her v Rio de Janeiru v roce 2016, kde se umístila na děleném 25. místě.

### Rok 2015
- 30. místo v LPGA Money list
- 47. místo ve světovém Rolex ranking
- 3 umístění do 10. místa
- 10 umístění do 20. místa
- 12 umístění do 30. místa

### Rok 2014
- 36. místo v LPGA Money list
- 49. místo ve světovém Rolex ranking
- 6 umístění do 10. místa
- 12 umístění do 20. místa
- 16 umístění do 30. místa

### Rok 2013
- 35. místo v LPGA Money list
- 45. místo ve světovém Rolex ranking
- 7 umístění do 10. místa
- 11 umístění do 20. místa
- 17 umístění do 30. místa

### Rok 2012
- 25. místo v LPGA Money list
- 33. místo ve světovém Rolex ranking
- 2 umístění do 10. místa
- 10 umístění do 20. místa
- 14 umístění do 30. místa

### Rok 2011
- 25. místo v LPGA Money list
- 40. místo ve světovém Rolex ranking
- první získaný titul na LPGA (Kia Classic, březen 2011)
- 5 umístění do 10. místa
- 8 umístění do 20. místa

### Rok 2010
- 60. místo v LPGA Money list
- 119. místo ve světovém Rolex ranking
- 2 umístění do 20. místa

### Rok 2009
- 46. místo v LPGA Money list
- 72. místo ve světovém Rolex ranking
- 2 umístění do 10. místa
- 9 umístění do 20. místa